# Вулиця Квіткові луки
Ву́лиця Квітко́ві лу́ки — вулиця в Голосіївському районі міста Києва, котеджне містечко «Коник» у місцевості Віта-Литовська. Пролягає від вулиці Золоті джерела до кінця забудови.
Прилучається вулиця Жуків затон.
Назва вулиці — з 2011 року.